# アンドリュー・ガーフィールド
アンドリュー・ガーフィールド（Andrew Garfield, 1983年8月20日 - ）は、アメリカ合衆国生まれのイギリスの俳優。2018年、舞台『エンジェルス・イン・アメリカ』で主演を務め、トニー賞 演劇主演男優賞を受賞。

## 来歴

### 生い立ち
カリフォルニア州ロサンゼルス出身。父親はカリフォルニア州出身でロシア系、ポーランド系、ルーマニア系の血を引いているユダヤ系アメリカ人、母親はイギリス・エセックス出身のイギリス人のため、アメリカとイギリスの二重国籍保持者。
3歳の時にイングランド・サリー州エプソムに移住。16歳の時に、演技に興味を持ち始め高校卒業後、セントラル・スクール・オブ・スピーチ・アンド・ドラマで学ぶ。

### キャリア
舞台俳優としてキャリアをスタートさせ、2004年にMEN Theatre Awardを、2006年にイヴニング・スタンダード演劇賞の新人賞を受賞。2007年にはロバート・レッドフォード監督作『大いなる陰謀』で映画デビューし注目を集める。同年公開・放送の『BOY A』で英国アカデミー賞テレビ部門主演男優賞を受賞。2009年にはテリー・ギリアム監督作の『Dr.パルナサスの鏡』に出演。
2010年にはデヴィッド・フィンチャー監督による『ソーシャル・ネットワーク』や、日系イギリス人作家カズオ・イシグロの小説を映画化した『わたしを離さないで』が公開され、両作品で多数の賞にノミネートされた。また8月、テリー・ギリアムがカナダのロックバンドアーケード・ファイアのマディソン・スクエア・ガーデンでのライブを撮影した際、アシスタントを務めた。
2012年7月公開のマーク・ウェブ監督『アメイジング・スパイダーマン』では主人公ピーター・パーカー / スパイダーマンを演じた。
2017年にメル・ギブソン監督作の『ハクソー・リッジ』において、アカデミー賞主演男優賞にノミネートされた。
2018年には舞台『エンジェルス・イン・アメリカ』で主演を務め、トニー賞 演劇主演男優賞を受賞した。

## 私生活
『ソーシャル・ネットワーク』で共演したジェシー・アイゼンバーグや、イギリス人俳優のロバート・パティンソンと親しい友人である。また、エディ・レッドメインとはフラットメイトであった。
2008年からアメリカ人女優のシャノン・ウッドワードと交際していたが2011年5月に破局が報じられた。6月に『アメイジング・スパイダーマン』の共演者であるエマ・ストーンと交際していることがUs Weekly誌の報道により明らかになった。2015年に破局。
2019年3月、リタ・オラとの破局が報じられた。
2022年4月、モデルのアリッサ・ミラーとの破局が報じられた。

## フィルモグラフィ
※役名の太字表記は主演。

### 長編映画

#### 劇場公開映画
| 年   | 題名                                                             | 役名                                      | 備考               | 吹替               |
| ---- | ---------------------------------------------------------------- | ----------------------------------------- | ------------------ | ------------------ |
| 2007 | BOY A Boy A                                                      | ジャック・バリッジ                        |                    |                    |
| 2007 | 大いなる陰謀 Lions for Lambs                                     | トッド・ヘイズ                            | 細谷佳正           |                    |
| 2008 | ブーリン家の姉妹 The Other Boleyn Girl                           | フランシス・ウェストン                    | クレジットのみ     |                    |
| 2009 | Dr.パルナサスの鏡 The Imaginarium of Doctor Parnassus            | アントン                                  |                    | 佐藤拓也           |
| 2010 | わたしを離さないで Never Let Me Go                               | トミー                                    | 石母田史朗         |                    |
| 2010 | ソーシャル・ネットワーク The Social Network                      | エドゥアルド・サベリン                    | 小松史法           |                    |
| 2012 | アメイジング・スパイダーマン The Amazing Spider-Man              | ピーター・パーカー / スパイダーマン       | 前野智昭           |                    |
| 2014 | アメイジング・スパイダーマン2 The Amazing Spider-Man 2           | ピーター・パーカー / スパイダーマン       | 前野智昭           |                    |
| 2014 | ドリーム ホーム 99%を操る男たち 99 Homes                         | デニス・ナッシュ                          | 福田賢二           |                    |
| 2016 | ハクソー・リッジ Hacksaw Ridge                                   | デズモンド・ドス                          | 前野智昭           |                    |
| 2016 | 沈黙 -サイレンス- Silence                                        | セバスチャン・ロドリゴ神父 / 岡田三右衛門 | （吹き替え版なし） |                    |
| 2017 | ブレス しあわせの呼吸 Breathe                                    | ロビン・カヴェンディッシュ                | （吹き替え版なし） |                    |
| 2018 | アンダー・ザ・シルバーレイク Under the Silver Lake               | サム                                      | 小松史法           |                    |
| 2020 | メインストリーム Mainstream                                      | リンク                                    | 兼製作             | （吹き替え版なし） |
| 2021 | タミー・フェイの瞳 The Eyes of Tammy Faye                        | ジム・ベイカー                            |                    | 前野智昭           |
| 2021 | Tick, tick... BOOM! : チック、チック…ブーン! Tick, Tick... Boom! | ジョナサン・ラーソン                      | 下川涼             |                    |
| 2021 | スパイダーマン:ノー・ウェイ・ホーム Spider-Man: No Way Home      | ピーター・パーカー / スパイダーマン       | 前野智昭           |                    |
| 2024 | We Live in Time この時を生きて We Live in Time                   | トビアス                                  |                    |                    |
| 2025 | After the Hunt                                                   | TBA                                       |                    |                    |
| TBA  | A Life of Jesus                                                  |                                           |                    |                    |

#### テレビ映画
| 年   | 題名                            | 役名                 |
| ---- | ------------------------------- | -------------------- |
| 2009 | レッド・ライディング Red Riding | エディ・ダンフォード |

### 短編映画
| 年   | 題名                  | 役名       |
| ---- | --------------------- | ---------- |
| 2005 | Mumbo Jumbo           | Simmo      |
| 2010 | アイム・ヒア I'm Here | シェルドン |

### テレビ
| 放映年     | 題名                                                       | 役名                 | 備考                                 | 吹き替え           |
| ---------- | ---------------------------------------------------------- | -------------------- | ------------------------------------ | ------------------ |
| 2005       | Sugar Rush                                                 | トム                 | 計5話出演                            | N/A                |
| 2007       | ドクター・フー Doctor Who                                  | フランク             | 計2話出演                            |                    |
| 2007       | ロンドン警視庁犯罪ファイル Trial & Retribution             | マーティン・ダグラス | 第10シーズン第3話「Closure: Part 1」 | （吹き替え版なし） |
| 2011, 2014 | サタデー・ナイト・ライブ Saturday Night Live               | 本人（ホスト）       | 計2話出演                            | N/A                |
| 2022       | アンダー・ザ・ヘブン 信仰の真実 Under the Banner of Heaven | ジェブ・パイアー刑事 | ミニシリーズ                         | （吹き替え版なし） |
| TBA        | Wild Things                                                | ロイ・ホーン         | 兼製作総指揮                         | TBA                |

## 日本語吹き替え
『アメイジング・スパイダーマン』以降、主に前野智昭が担当しており、現在では「アンドリュー・ガーフィールド担当」とも評される定番声優となっている。
そのほかにも、小松史法、細谷佳正、佐藤拓也、石母田史朗、福田賢二、下川涼なども声を当てている。

## 受賞とノミネート
『BOY A』
- 英国アカデミー賞テレビ部門 主演男優賞 受賞

『わたしを離さないで』
- ハリウッド映画祭  ブレイクスルー男優賞 受賞
- イブニング・スタンダード英国映画賞 男優賞 受賞
- サターン賞 助演男優賞
- 英国インディペンデント映画賞 助演男優賞 ノミネート
- ロンドン映画批評家協会賞 年間英国男優賞 ノミネート
- デトロイト映画批評家協会賞 ブレイクスルー演技賞 ノミネート

『ソーシャル・ネットワーク』
- ハリウッド映画祭  ブレイクスルー男優賞 受賞
- イブニング・スタンダード英国映画賞 男優賞 受賞
- 英国アカデミー賞 助演男優賞 ノミネート
- 英国アカデミー賞 ライジング・スター賞 ノミネート
- ゴールデングローブ賞 助演男優賞 ノミネート
- サテライト賞 助演男優賞 ノミネート
- 全米映画俳優組合賞 キャスト賞 ノミネート
- アイオワ映画批評家協会賞 助演男優賞 ノミネート
- オンライン映画批評家協会賞 助演男優賞ノミネート
- シカゴ映画批評家協会賞 助演男優賞 ノミネート
- セントラルオハイオ映画批評家協会賞 助演男優賞 ノミネート
- デトロイト映画批評家協会賞 助演男優賞 ノミネート
- デトロイト映画批評家協会賞 ブレイクスルー演技賞 ノミネート
- ヒューストン映画批評家協会賞 助演男優賞 ノミネート
- フェニックス映画批評家協会賞 助演男優賞 ノミネート
- クリティクス・チョイス・アワード 助演男優賞 ノミネート
- ボストン映画批評家協会賞 助演男優賞 次点
- ユタ映画批評家協会賞 助演男優賞 ノミネート
- ロンドン映画批評家協会賞 助演男優賞 受賞
- ワシントンD.C.映画批評家協会賞 助演男優賞 ノミネート

『ハクソー・リッジ』
- アカデミー主演男優賞 ノミネート
- デトロイト映画批評家協会賞 主演男優賞 ノミネート
- ゴールデングローブ賞 映画部門 主演男優賞 (ドラマ部門) ノミネート
- サテライト賞 主演男優賞（ドラマ部門）受賞
- ワシントンD.C.映画批評家協会賞 主演男優賞 ノミネート
- ロンドン映画批評家協会賞 男優賞 ノミネート
- ロンドン映画批評家協会賞 男優賞（イギリス国内） 受賞

『タミー・フェイの瞳』
- ロンドン映画批評家協会賞 男優賞（イギリス国内） 受賞

『Tick, tick... BOOM!: チック、チック…ブーン!』
- アカデミー主演男優賞 ノミネート
- ゴールデングローブ賞 映画部門 主演男優賞 (ミュージカル・コメディ部門) 受賞
- サテライト賞 主演男優賞（コメディ・ミュージカル部門）受賞
- デトロイト映画批評家協会賞 主演男優賞 ノミネート
- ワシントンD.C.映画批評家協会賞 主演男優賞 受賞